# August von Kanitz
August Karl Wilhelm Graf von Kanitz (1783 — 1852) foi tenente-general e ministro da guerra da Prússia de 26 de Abril de 1848 a 16 de Junho de 1848.